# Il tuo nome
Il tuo nome è un singolo del rapper italiano Il Tre, pubblicato il 19 febbraio 2021 come quinto estratto dal primo album in studio Ali.

## Descrizione
Il brano, scritto dallo stesso rapper, è prodotto da Tom Beaver.

## Video musicale
Il video musicale, diretto da Ludovico Di Martino, è stato pubblicato in concomitanza all'uscita del brano attraverso il canale YouTube del rapper.

## Tracce
Testi di Guido Luigi Senia, musiche di Desa, Flavio De Carolis e Tom Beaver.
1. Il tuo nome – 2:50

## Formazione
- Il Tre – voce
- Desa – produzione supplementare
- Francesco Di Rocco – programmazione
- Flavio De Carolis – produzione supplementare
- Gigi Barocco – masterizzazione, missaggio
- Tom Beaver – produzione

## Classifiche
| Classifica (2021) | Posizione massima |
| ----------------- | ----------------- |
| Italia            | 38                |